# Ляскова (гмина)
Гмина Ляскова (пол. Gmina Laskowa)  —  сельская гмина (волость) в Польше, входит как административная единица в Лимановский повет,  Малопольское воеводство. Население — 7348 человек (на 2005 год).

## Демография
Данные по переписи 2005 года:
| Перепись                         | Всего   | Всего | Женщины | Женщины | Мужчины | Мужчины |
| -------------------------------- | ------- | ----- | ------- | ------- | ------- | ------- |
| Единицы                          | человек | %     | человек | %       | человек | %       |
| Население                        | 7348    | 100   | 3653    | 49,7    | 3695    | 50,3    |
| Плотность населения (чел./кв.км) | 100,9   | 100,9 | 50,2    | 50,2    | 50,7    | 50,7    |

## Соседние гмины
1. Гмина Ивкова
2. Гмина Лиманова
3. Гмина Липница-Мурована
4. Гмина Лососина-Дольна
5. Гмина Жегоцина